# Bell X-2
Bell X-2 (vzdevek "Starbuster") je bilo ameriško raziskovalno letalo na raketni pogon. Namenjeno je bilo raziskovanju letalnih lastnosti pri hitrostih Mach 2-3. Pri teh hitrostih pride zaradi trenja zraka do segrevanja letala.
X-2 je bil rekorder svoj čas rekorder na področju hitrosti in višine leta s človeško posadko. Bell X-2 je uporabljal raketni motor XLR25 na katerem se je dalo spreminjati potisk. Gorivo je bil alkohol, oksidator pa kisik. Pri gradnji so uporabljali nerjaveče jeklo in baker-nikljevo zlitino K-Monel. 
Nosilno (matično) letalo je bil bombnik B-50. Prvi jadralni let je izvedel 27. junija 1952.
Prvi let z raketnim motorjem so izvedli 18. novembra 1955. Testni pilot je bil Frank K. "Pete" Everest. Julija 1956 so dosegli rekordno hitrost Mach 2,87 (1900 mph, 3050 km/h). Pri velikih hitrostih so bila krmila le delno efektivna, problem je bil sprememba centra pritiska. Simulacije so pokazale, da bi pri hitrosti leta Mach 3, letalo imelo velike težave s stabilnostjo. 
V približno istem obdobju je lovec YF-104A dosegel hitrost Mach 2,2.
Septembra 1956 so dosegli rekordno višino 126200 čevljev (38466 m). Milburn G. "Mel" Apt je prvi človek, ki letel s hitrostjo nad 3 Mache, dosegel je Mach 3,2 (2094 mph, 3370 km/h) na višini 65500 čevljev (19960 m).

## Tehnične specifikacije
Podatki iz Concept Aircraft: Prototypes, X-Planes and Experimental Aircraft
Splošne karakteristike
- Posadka: 1 pilot
- Dolžina: 37 ft 10 in (11,5 m)
- Razpon kril: 32 ft 3 in (9,8 m)
- Višina: 11 ft 10 in (3,6 m)
- Površina kril: 260 ft² (24,2 m²)
- Aeroprofil: 2S-50 bicon
- Teža praznega letala: 12375 lb (5600 kg)
- Naložena teža: 24910 lb (11300 kg)
- Maks. vzletna teža: 24910 lb (11300 kg)
- Pogon letala: 1 × Curtiss-Wright XLR25 raketni motor, 15000 lbf (67 kN)na nivoju morja

 Zmogljivost 
- Maks. hitrost: Mach 3,196 (2094 mph, 3370 km/h)
- Višina leta: 126200 ft (38466 m)